# Giovanni Guidetti

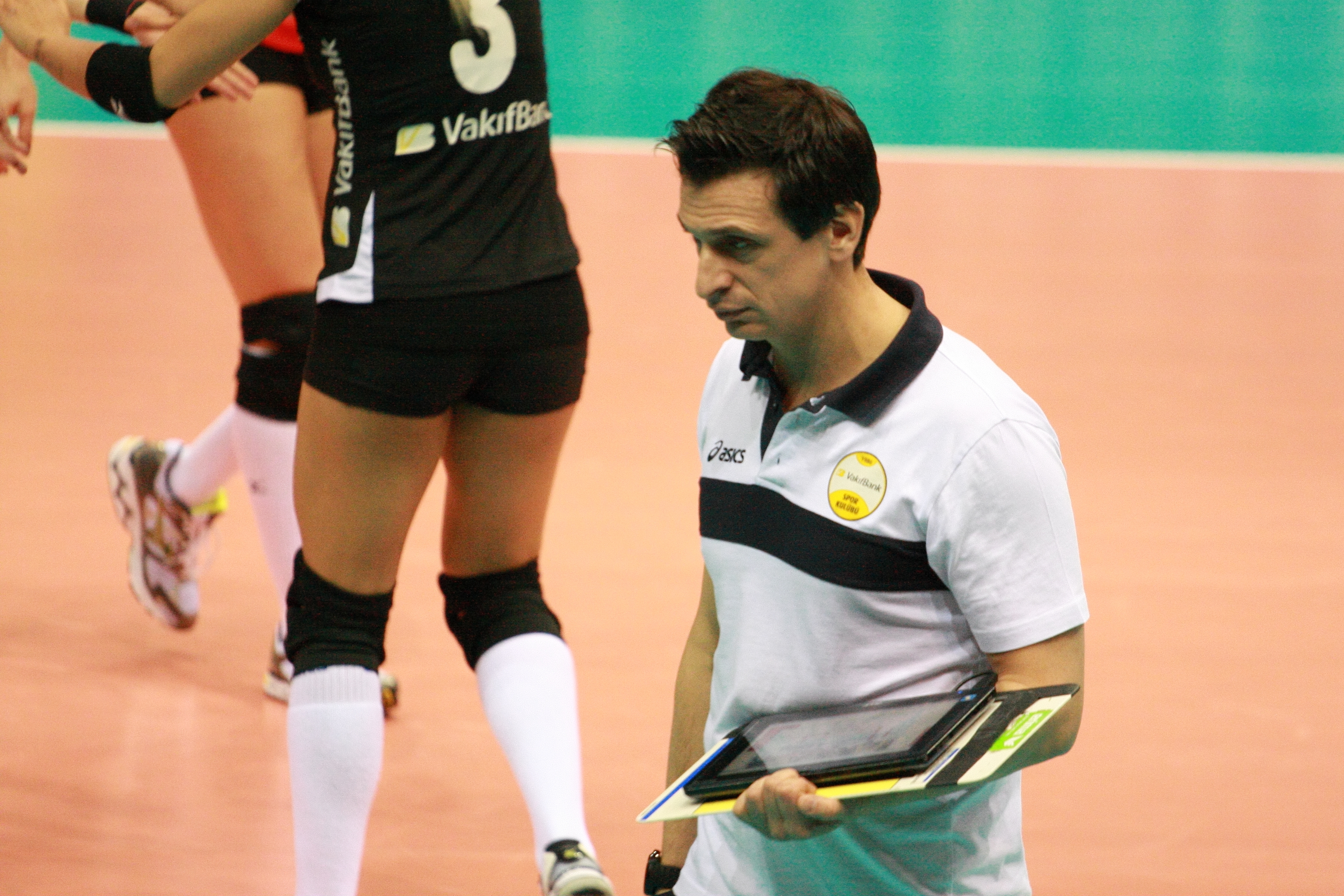
Giovanni Guidetti trenerem VakıfBanku Stambuł w 2013 roku

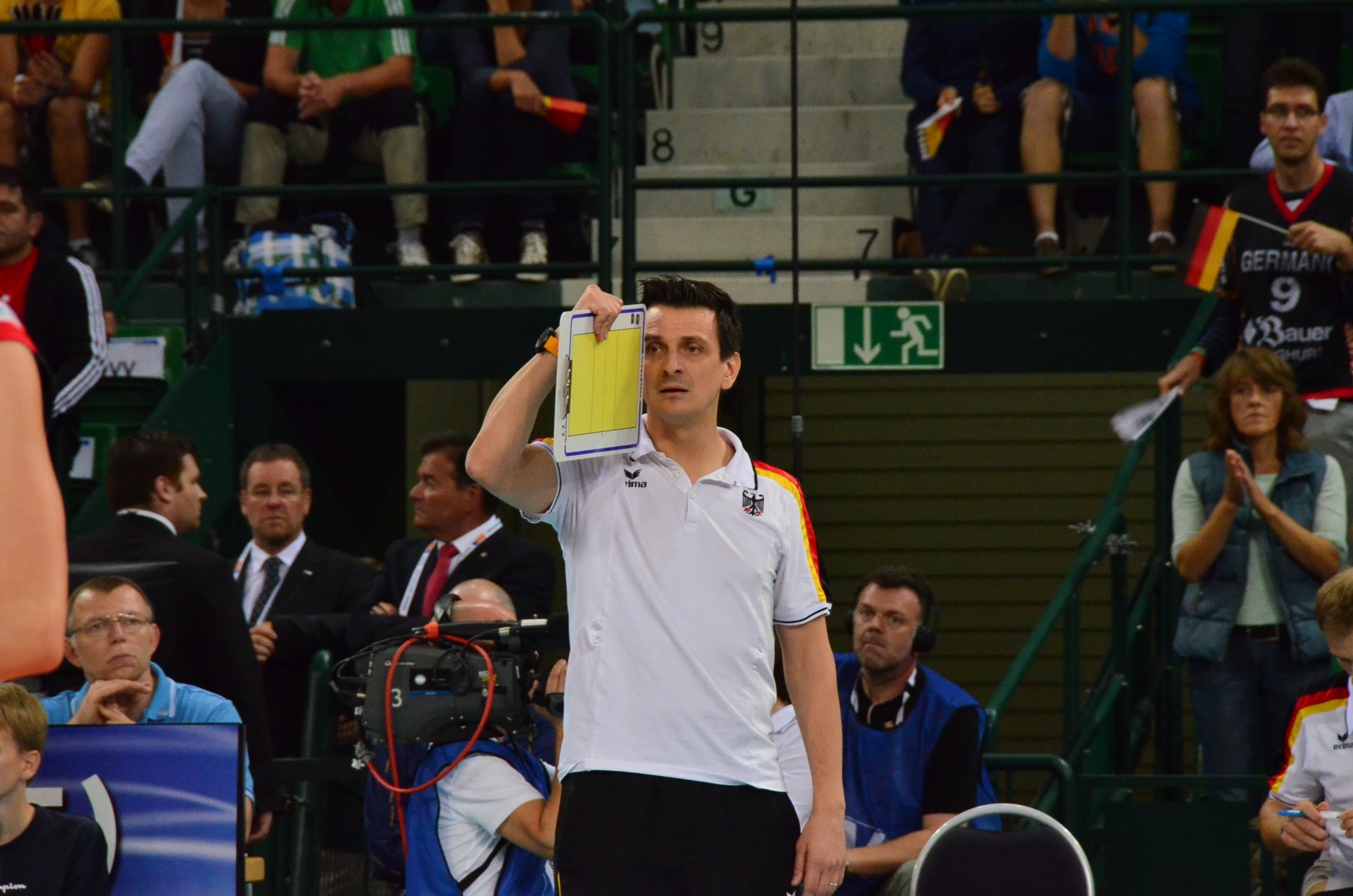
Giovanni Guidetti trenerem reprezentacji Niemiec na Mistrzostwach Europy 2013

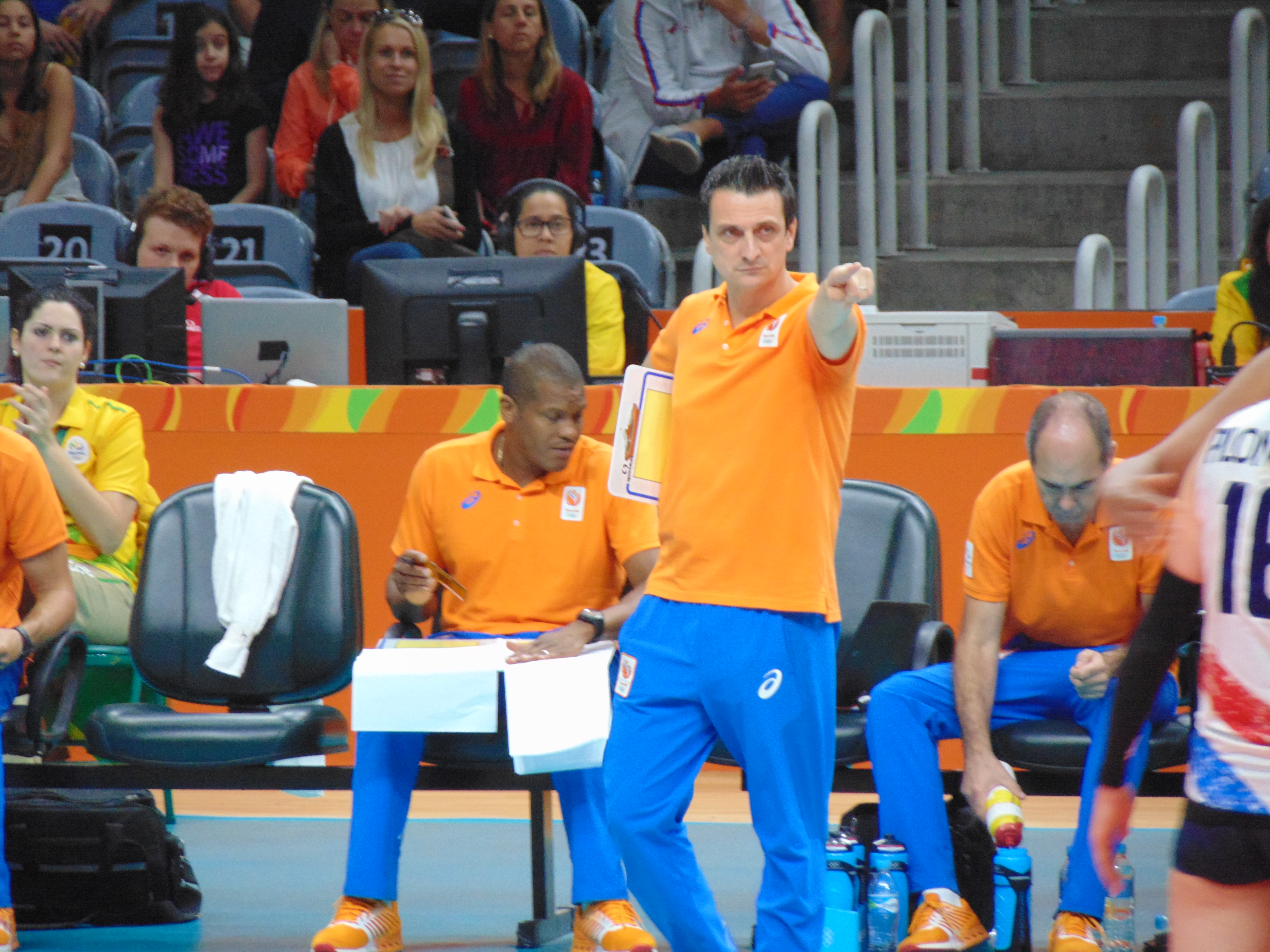
Giovanni Guidetti trenerem reprezentacji Holandii na Igrzyskach Olimpijskich 2016

Giovanni Guidetti (ur. 20 września 1972 w Modenie) – włoski trener siatkarski, od sezonu 2008/2009 jest trenerem tureckiego klubu Vakıfbank Güneş Sigorta Stambuł.

## Życie prywatne
23 sierpnia 2013 ożenił się z Bahar Toksoy, turecką siatkarką. 29 września 2016 urodziła się ich córka Alison. Jego kuzynem jest Ettore Guidetti, który również jest trenerem żeńskich klubów siatkarskich.

## Sukcesy trenerskie

### Sukcesy klubowe
Superpuchar Włoch:
- 2001

Puchar Top Teams:
- 2005

Mistrzostwo Turcji:
- 2013, 2014, 2016, 2018, 2019, 2021, 2022[4], 2025[5]
- 2010, 2011, 2012, 2015
- 2017, 2023[6], 2024[7]

Liga Mistrzyń:
- 2011, 2013, 2017, 2018, 2022[8], 2023[9]
- 2014, 2016, 2021
- 2015

Klubowe Mistrzostwa Świata:
- 2013, 2017, 2018, 2021
- 2011, 2022[10], 2023[11]
- 2016, 2019

Puchar Turcji:
- 2013, 2014, 2018, 2021, 2022[12], 2023[13]

Superpuchar Turcji:
- 2013, 2014, 2017, 2021, 2023[14]

### Sukcesy reprezentacyjne
Grand Prix:
- 2009, 2016

Mistrzostwa Europy:
- 2011, 2013, 2015, 2019, 2023[15]
- 2017, 2021

Liga Europejska:
- 2013
- 2014

Volley Masters Montreux:
- 2014
- 2015

Liga Narodów:
- 2018
- 2021